# Ub (Serbie)
Pour les articles homonymes, voir Ub.
Ub (en serbe en écriture cyrillique : Уб) est une ville et une municipalité de Serbie situées dans le district de Kolubara. Au recensement de 2011, la ville comptait 6 164 habitants et la municipalité dont elle est le centre 29 022.

## Géographie

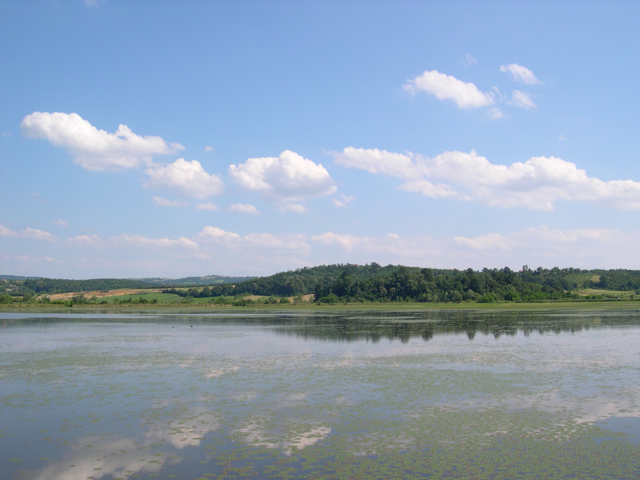
Le lac de Dokmir, près de Ub

## Histoire
Les traces d'une présence et d'une activité humaines sur le territoire de l'actuelle municipalité d'Ub remontent à la Préhistoire. À Trlić, Kalinovac et Brgule, les archéologues ont ainsi mis au jour des vestiges caractéristiques de la culture de Vinča (environ 5 000 ans avant notre ère). Près du village de Čučuge, des objets datant de l'âge du bronze ont été découverts. 

## Localités de la municipalité d'Ub
La municipalité d'Ub compte 38 localités :

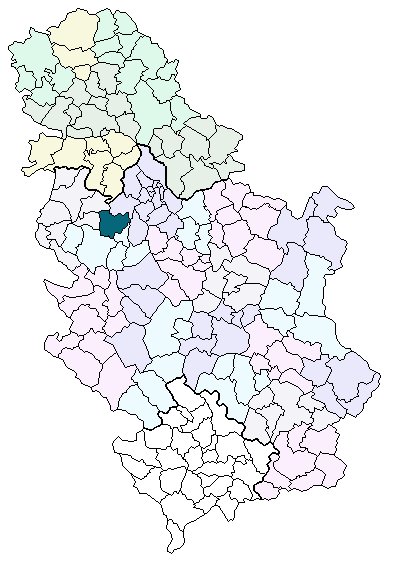
Localisation de la municipalité d'Ub en Serbie

Ub est officiellement classée parmi les « localités urbaines » (en serbe : градско насеље et gradsko naselje) ; toutes les autres localités sont considérées comme des « villages » (село/selo).

## Démographie

### Ville

#### Évolution historique de la population dans la ville
| 1948  | 1953  | 1961  | 1971  | 1981  | 1991  | 2002  | 2011  |
| ----- | ----- | ----- | ----- | ----- | ----- | ----- | ----- |
| 1 170 | 2 176 | 2 592 | 3 650 | 4 819 | 5 797 | 6 018 | 6 164 |

## Politique
À la suite des élections locales serbes de 2008, les 40 sièges de l'Assemblée municipale se répartissaient de la manière suivante :
| Parti                                                         | Sièges |
| ------------------------------------------------------------- | ------ |
| Parti radical serbe                                           | 11     |
| Pour une Serbie européenne                                    | 9      |
| Parti démocratique de Serbie                                  | 6      |
| Liste Sava Sarić                                              | 4      |
| Liste Dragan Jelić                                            | 4      |
| Parti socialiste de Serbie-Parti des retraités unis de Serbie | 3      |
| Nouvelle Serbie                                               | 3      |

Vladislav Krsmanović, membre du Parti démocratique du président Boris Tadić, a été élu président (maire) de la municipalité ; il conduisait la liste de coalition Pour une Serbie européenne et, après les élections, il a conclu un accord de gouvernement avec le Parti socialiste de Serbie, avec les listes Sava Sarić et Dragan Jelić ; un député de Nouvelle Serbie est venu rejoindre l'alliance. Il a remplacé à ce poste Zvonko Minić, membre du Parti démocratique de Serbie de l'ancien premier ministre Vojislav Koštunica.

## Culture
La ville de Ub possède un théâtre et, depuis 2007, elle organise chaque année un festival de théâtre appelé Repassage fest. En octobre, a lieu un salon international de la photographie et, chaque été, sont organisées les Soirées de Ub (en serbe : Убске вечери et Ubske večeri).

## Économie
L'activité principale de la municipalité d'Ub est l'agriculture, mais la région possède également des ressources comme le charbon ou le sable. La métallurgie est représentée par les sociétés Zimpa et Termoelektro et la construction par Trubednik et Tamnavaput. L'entreprise agroalimentaire la plus importante d'Ub est la société Tamnavac.

## Tourisme
Parmi les monuments les plus importants de la municipalité de Ub figurent l'église et le monastère de Dokmir.  D'après une inscription, le monastère a été « restauré » en 1415, ce qui permet d'affirmer qu'il a été construit antérieurement.

## Infrastructure
Il est prévu de relier Ub à la ville de Lajkovac par l'autoroute serbe A2 de 12,5 km, donc à la Ibarska magistrala. la ville de Ub ne serait plus qu'à 30 minutes de la capitale Serbe.

## Personnalités
- Dragan Džajić, né en 1946 à Ub, footballeur
- Branislav Petronijević
- Dušan Savić, né en 1955 à Ub, footballeur
- Stanko Subotić, né en 1959 à Ub, homme d'affaires
- Raša Plaović
- Božidar Knežević
- Ljubiša Jocić
- Aleksandar Popović
- Vojislav Tankosić
- Božidar Grujović (Teodor Filipović)
- Nenad Kovačević
- Svetomir Nikolajević
- Sreten Ninković
- Radosav Petrović
- Nemanja Matić